# Liste historischer Gerichte auf dem Gebiet des Bundeslandes Rheinland-Pfalz
Die Liste historischer Gerichte auf dem Gebiet des Bundeslandes Rheinland-Pfalz enthält nicht mehr bestehende Gerichte auf dem Gebiet des heutigen Bundeslandes Rheinland-Pfalz.

## Altes Reich
- Ingelheimer Oberhof (14.–17. Jh.)
- Fürstlich-Wiedisches Gericht

## 19. Jahrhundert bis 1879

### Frankreich
- Appellationsgericht Trier
- Départementsgericht des Département du Mont-Tonnerre

- Appellationshof der Österreichisch-baierischen Gemeinschaftlichen Landes-Administrations-Commission in Kreuznach

- Friedensgericht Alzey (ab 1816: Großherzogtum Hessen)
- Friedensgericht Andernach
- Friedensgericht Annweiler
- Friedensgericht Bacharach
- Friedensgericht Baumholder
- Friedensgericht Bechtheim (ab 1816: Großherzogtum Hessen, ab 1822: Friedensgericht Osthofen)
- Friedensgericht Bernkastel
- Friedensgericht Bingen (ab 1816: Großherzogtum Hessen)
- Friedensgericht Birkenfeld
- Friedensgericht Blankenheim
- Friedensgericht Boppard
- Friedensgericht Büdlich
- Friedensgericht Cochem
- Friedensgericht Contwig
- Friedensgericht Daun
- Friedensgericht Dürkheim
- Friedensgericht Edenkoben
- Friedensgericht Frankenthal
- Friedensgericht Germersheim
- Friedensgericht Gerolstein
- Friedensgericht Göllheim
- Friedensgericht Grumbach
- Friedensgericht Grünstadt
- Friedensgericht Hermeskeil
- Friedensgericht Herrstein
- Friedensgericht Homburg
- Friedensgericht Hornbach
- Friedensgericht Kaisersesch
- Friedensgericht Kaiserslautern
- Friedensgericht Kastellaun
- Friedensgericht Kirchberg
- Friedensgericht Kirchheim
- Friedensgericht Kirn
- Friedensgericht Koblenz
- Friedensgericht Konz
- Friedensgericht Kreuznach
- Friedensgericht Kusel
- Friedensgericht Kyllburg
- Friedensgericht Landstuhl
- Friedensgericht Lauterecken
- Friedensgericht Lissendorf
- Friedensgericht Lutzerath
- Friedensgericht Mainz I (ab 1816: Großherzogtum Hessen)
- Friedensgericht Mainz II[Anm. 1] (ab 1816: Großherzogtum Hessen)
- Friedensgericht Manderscheid
- Friedensgericht Mayen
- Friedensgericht Medelsheim
- Friedensgericht Meisenheim
- Friedensgericht Münstermaifeld
- Friedensgericht Mutterstadt
- Friedensgericht Neustadt
- Friedensgericht Niederolm (ab 1816: Großherzogtum Hessen)
- Friedensgericht Oberingelheim (ab 1816: Großherzogtum Hessen)
- Friedensgericht Obermoschel
- Friedensgericht Oppenheim (ab 1816: Großherzogtum Hessen)
- Friedensgericht Otterberg
- Friedensgericht Pfalzel
- Friedensgericht Pfeddersheim (ab 1816: Großherzogtum Hessen)
- Friedensgericht Pirmasens
- Friedensgericht Polch
- Friedensgericht Prüm
- Friedensgericht Reifferscheid
- Friedensgericht Rhaunen
- Friedensgericht Rockenhausen
- Friedensgericht Rübenach
- Friedensgericht Saarburg
- Friedensgericht Sankt Goar
- Friedensgericht Schönberg
- Friedensgericht Schweich
- Friedensgericht Simmern
- Friedensgericht Sobernheim
- Friedensgericht Speyer
- Friedensgericht Stromberg
- Friedensgericht Trarbach
- Friedensgericht Treis
- Friedensgericht Wadern
- Friedensgericht Waldfischbach
- Friedensgericht Winnweiler
- Friedensgericht Wittlich
- Friedensgericht Wolfstein
- Friedensgericht Wöllstein (ab 1816: Großherzogtum Hessen)
- Friedensgericht Wörrstadt (ab 1816: Großherzogtum Hessen)
- Friedensgericht Worms (ab 1816: Großherzogtum Hessen)
- Friedensgericht Zell
- Friedensgericht Zweibrücken

### Großherzogtum Hessen
- Provisorischer Kassations- und Revisionsgerichtshof für die Provinz Rheinhessen[1][Anm. 2] (1818–1832)
- Obergericht Mainz bis 1879[2]
- Kreisgericht Mainz, 1852 umbenannt in „Bezirksgericht Mainz“
- Kreisgericht Alzey, 1852 umbenannt in „Bezirksgericht Alzey“

- Friedensgericht Alzey
- Friedensgericht Osthofen (bis 1822: Friedensgericht Bechtheim)
- Friedensgericht Bingen
- Friedensgericht Mainz I
- Friedensgericht Nieder-Olm
- Friedensgericht Ober-Ingelheim
- Friedensgericht Oppenheim
- Friedensgericht Pfeddersheim
- Friedensgericht Wöllstein
- Friedensgericht Wörrstadt
- Friedensgericht Worms

- Handelsgericht Mainz bis 1879[2]

### Nassau
- Im Herzogtum Nassau waren die Ämter die Gerichte erster Instanz. Für die Liste der Ämter siehe Amt (Herzogtum Nassau)

### Preußen
- Justizsenat Ehrenbreitstein als Appellationsgericht
- Kreis- und Schwurgericht Neuwied (ab 1849) als Kreisgericht
- Kreisgericht Altenkirchen (ab 1849) als Kreisgericht
- Kreisgericht Dillenburg (ab 1867) als Kreisgericht
- Kreisgericht Limburg (ab 1867) als Kreisgericht (Limburg selbst liegt in Hessen, der größte Teil seines Gerichtsbezirks liegt aber im heutigen Rheinland-Pfalz)

- Amtsgericht Neumagen (Mosel)
- Amtsgericht Adenau
- Amtsgericht Asbach (bis 1966)
- Amtsgericht Annweiler[3] (bis 1966)
- Amtsgericht Bad Ems[3]
- Amtsgericht Bergzabern[3]
- Amtsgericht Baumholder (bis 1966)
- Amtsgericht Birkenfeld
- Amtsgericht Boppard
- Amtsgericht Braubach bis zum 30. September 1932[4]
- Amtsgericht Daaden[3]
- Amtsgericht Dahn[3] (bis 1966)
- Amtsgericht Dierdorf (bis 1966)
- Amtsgericht Grumbach (Glan)[3]
- Amtsgericht Hachenburg[3]
- Amtsgericht Hillesheim (bis 1966)
- Amtsgericht Höhr-Grenzhausen[3] (bis 1966)
- Amtsgericht Kastellaun[3] (bis 1966)
- Amtsgericht Katzenelnbogen bis zum 30. September 1932[4]
- Amtsgericht Kirchberg (bis 1966)
- Amtsgericht Kirchen-Wehbach
- Amtsgericht Kirchheimbolanden[3]
- Amtsgericht Kirn[3]
- Amtsgericht Koblenz-Ehrenbreitstein[3]
- Amtsgericht Lauterecken[3]
- Amtsgericht Marienberg (Westerwald)[3] (bis 1966)
- Amtsgericht Meisenheim[3] (bis 1966)
- Amtsgericht Münstermaifeld[3] (bis 1966)
- Amtsgericht Nassau[3]
- Amtsgericht Nastätten[3] (bis 1966)
- Amtsgericht Neuerburg (bis 1966)
- Amtsgericht Neumagen (bis 1966)
- Amtsgericht Niederlahnstein[3]
- Amtsgericht Obermoschel[3] (bis 1966)
- Amtsgericht Otterberg[3]
- Amtsgericht Rennerod[3]
- Amtsgericht Rhaunen (bis 1966)
- Amtsgericht St. Goarshausen[3]
- Amtsgericht Selters (bis 1966)
- Amtsgericht Stromberg (bis 1966)
- Amtsgericht Traben-Trarbach (bis 1971)
- Amtsgericht Waldfischbach[3] (bis 1966)
- Amtsgericht Waldmohr[3] (bis 1966)
- Amtsgericht Wallmerod[3] (bis 1966)
- Amtsgericht Waxweiler (bis 1966)
- Amtsgericht Winnweiler[3] (bis 1966)
- Amtsgericht Wissen[3]
- Amtsgericht Wolfstein[3] (bis 1966)
- Amtsgericht Zell (bis 1971)

## Nach 1879

### Bayern (Pfalz)
- Oberlandesgericht Neustadt
- Amtsgericht Edenkoben[3] (bis 1971)

### Großherzogtum Hessen
- Amtsgericht Ingelheim ab 1879[2] (ursprünglich Amtsgericht Ober-Ingelheim)
- Amtsgericht Nieder-Olm
- Amtsgericht Oppenheim ab 1879[2]
- Amtsgericht Osthofen ab 1879[2]
- Amtsgericht Pfeddersheim ab 1879[2]
- Amtsgericht Wöllstein ab 1879[2]
- Amtsgericht Wörrstadt ab 1879[2] (bis 1966)

### Preußen
- Landgericht Neuwied

- Landesarbeitsgericht Koblenz[5]

- Arbeitsgericht Altenkirchen[6]
- Arbeitsgericht Bad Kreuznach[6]
- Arbeitsgericht Hermeskeil[6]
- Arbeitsgericht Mayen[6]
- Arbeitsgericht Neuwied[6]
- Arbeitsgericht Niederlahnstein[6]
- Arbeitsgericht Prüm[6]
- Arbeitsgericht Sinzig[6]
- Arbeitsgericht Traben-Trarbach[6]